# Edith (film)
Edith er en dansk stumfilm fra 1912 produceret af Filmfabrikken Skandinavien. Filmens instruktør er ukendt.
Filmen havde dansk premiere den 7. april 1912 i Biorama. Filmen blev vist i Sverige under samme titel; den svenske filmcensur tillod ikke visning af filmen for børn under 15 år.

## Handling
Denne artikel mangler et handlingsreferat. Hjælp os med at skrive det.

## Medvirkende
- Bertha Lindgreen som Edith
- Holger Pedersen som Forelsket teaterdirektør
- Marius Berggren
- Alfred Arnbak